# ایزلی (کارولینای جنوبی)
ایزلی(به انگلیسی: Easley) شهری در ایالت کارولینای جنوبی کشور ایالات متحده آمریکا است که جمعیت آن در سرشماری سال ۲۰۱۰ میلادی، ۱۹٬۹۹۳ نفر بوده‌است.